# Municipalité régionale de comté

Karta över Québec med gränser för municipalités régionales de comté och motsvarande områden

Municipalité régionale de comté (MRC, på engelska regional county municipality) är en typ av sekundärkommun i den kanadensiska provinsen Québec. Begreppet infördes 1979 för att ersätta Québecs countyn, och de flesta bildades i början av 1980-talet. Det finns 87 municipalités régionales de comté i Québec, samt 14 större städer, 3 territorier, ett antal indianreservat och kommunen Notre-Dame-des-Anges som står utanför indelningen.

## Politisk styrning
Varje MRC har en styrelse, som vanligtvis består av borgmästarna i de ingående primärkommunerna, samt en prefekt. Prefekten väljs antingen av styrelsen med en mandatperiod på två år eller i allmänna val med en mandatperiod på fyra år.

## Uppgifter
De uppgifter som ett MRC måste utföra är att:
- Sköta områdets fysiska planering genom att utarbeta en plan som revideras vart femte år, samt övervaka tillämpningen av denna plan.
- Upprätta en plan för sophantering, en plan för skydd mot risker (för räddningstjänsten) och en plan för allmän säkerhet (för polisen).
- Reglera bebyggelse i områden som inte ingår i någon kommun.
- Se till att vattendrag i området är i gott skick, särskilt vattendrag som har reglerats för dränering av jordbruket.
- Utvärdera primärkommunernas arbete.
- Sälja flerbostadshus som konfiskerats på grund av obetald fastighetsskatt.
- Utse eller bilda ett centre local de développement (näringslivscentrum) för att stödja företagsutveckling i området.

## Användning i befolkningsstatistik
De flesta MRC:erna utgör också enheter i Institut de la Statistique du Québecs befolkningsstatistik. Indianreservat ingår inte i någon MRC, men räknas i befolkningsstatistiken till en närliggande MRC. Övriga områden förs ihop till territoires équivalents à une MRC ("territorier som motsvarar en MRC"). Dessa är:
- fjorton större städer och agglomérations (grupper av kommuner där en gemensam nämnd sköter vissa uppgifter) som själva utför MRC-uppgifter, nämligen
  - Îles-de-la-Madeleine (agglomération)
  - Québec (agglomération), som tillsammans med Notre-Dame-des-Anges och Wendake bildar ett territoire équivalent
  - Lévis
  - Shawinigan
  - Trois-Rivières
  - Sherbrooke
  - Longueuil (agglomération)
  - Laval
  - Montréal (agglomération)
  - Mirabel
  - Gatineau
  - Rouyn-Noranda
  - La Tuque (agglomération), som tillsammans med tre indianreservat bildar ett territoire équivalent
  - Saguenay
- regionen Nord-du-Québec, som är uppdelad i tre territoires équivalents: Kativik, Eeyou Istchee och Jamésie

Sammanlagt finns alltså 17 territoires équivalents. Statistics Canada använder nästan samma indelning i den federala statistiken, men räknar ihop 11 municipalités régionales de comté och territoires équivalents i 5 grupper, divisions de recensement:
- Francheville, bestående av Trois-Rivières (territoire équivalent) och Les Chenaux (municipalité régionale de comté)
- Le-Saguenay-et-son-Fjord, bestående av Saguenay (territoire équivalent) och Le Fjord-du-Saguenay (municipalité régionale de comté)
- Sept-Rivières—Caniapiscau, bestående av Sept-Rivières och Caniapiscau (båda municipalités régionales de comté)
- Minganie—Le Golfe-du-Saint-Laurent, bestående av Minganie (municipalité régionale de comté) och Le Golfe-du-Saint-Laurent (municipalité régionale de comté)
- Nord-du-Québec